# Avtoimunska bolezen
Avtoimunska bolezen je bolezen, ki je posledica pretiranega odziva imunskega sistema na celice, lastne organizmu. Te celice imunski sistem namreč pomotoma prepozna kot tujek, ki ga želi uničiti, in zato pride do močnih vnetij, ki povzročijo okvare na prizadetem organu.

## Definicija
Imunski sistem je odgovoren za prepoznavanje in zaščito pred tujimi, potencialno škodljivimi snovmi, mikroorganizmi, virusi ... Pomembno vlogo pri odzivu imunskega sistema imajo limfociti T, ki se v priželjcu »programirajo« tako, da tolerirajo celice, lastne organizmu. Ta prepoznava poteka preko tako imenovanega sistema MHC (poglavitnega histokompatibilnostnega kompleksa) – to so molekule, pripete na zunanji strani celične membrane. Limfociti T se sicer vežejo na molekule MHC, vendar se ob tem ne aktivirajo. V patološkem primeru, ko pa limfociti T ne prepoznajo kompleksa MHC kot telesu lastnega, se ob vezavi nanj aktivirajo in uničijo dotično celico. Pri avtoimunskih boleznih obstaja v organizmu skupina takšnih limfocitov T, ki nepravilno prepoznavajo telesu lastne celice in torej poleg prepoznavanja in uničevanja tujkov napadajo tudi celice organizma. Prizadeta so lahko različna tkiva ali organi; če gre ti patološki limfociti T prepoznavajo strukture, ki so bistvene za življenjske funcije, lahko ogrozijo življenje. Ker imunski sistem prizadet organ ali tkivo nenehno napada, slejkoprej le-ta izgubi svojo fiziološko funkcijo. Takšen kroničen proces oslabi celoten imunski sistem in organizem postane dovzetnejši za okužbe in vznik raka. 
Imunski sistem neprenehoma napada takšno tkivo ali organ, reparacijski mehanizmi organizma pa ga skušajo čim učinkoviteje obnavljati. Če avtoimunske bolezni ne zdravimo, takšen proces praviloma poteka vse nadaljnje življenje oziroma dokler ni prizadeta struktura popolnoma uničena.

## Zgledi
Danes med avtoimunske bolezni prištevamo približno 60 bolezni, ki prizadevajo razne organe. Nekatere so specifične za določen organ, druge so sistemske, torej razprostranjene po vsem telesu (npr. revmatoidne bolezni).
Med avtoimunske bolezni sodijo na primer: avtoimuna oblika hepatitisa, kronični gastritis, sladkorna bolezen, glomerulonefritis, bazedovka, Crohnova bolezen, multipla skleroza, revmatoidni artritis ...

## Terapija
Vzroki pojava avtoimunskih bolezni doslej še niso pojasnjeni, zato za zdaj vzročna terapija ni možna. Avtoimunske bolezni za zdaj zdravimo le simptomatsko (zaviranje vnetja oziroma imunskega sistema). Avtoimunske bolezni zajemajo širok nabor različnih bolezni in so pri zdravljenju posameznih vključeni različni strokovnjaki (internisti, dermatologi, nevrologi, endokrinologi ...). 
Glavni način terapije je uporaba imunosupresivnih zdravil (npr. kortizona) za zaviranje delovanja imunskega sistema. Poznani imunosupresivi izkazujejo številne in resne neželene učinke, zato poskušajo iznajti nova, učinkovitejša in varnejša zdravila. Nekatera novejša zdravila so že na trgu (npr. natalizumab pri multipli sklerozi) in delujejo bolj specifično. V večini primerov jih bolniki dobro prenašajo, vendar pa se, sicer zelo redko, pojavljajo zelo nevarni zapleti.